# Megachile familiaris
Megachile familiaris är en biart som beskrevs av Cockerell 1916. Megachile familiaris ingår i släktet tapetserarbin, och familjen buksamlarbin. Inga underarter finns listade i Catalogue of Life.